# ひき岩群

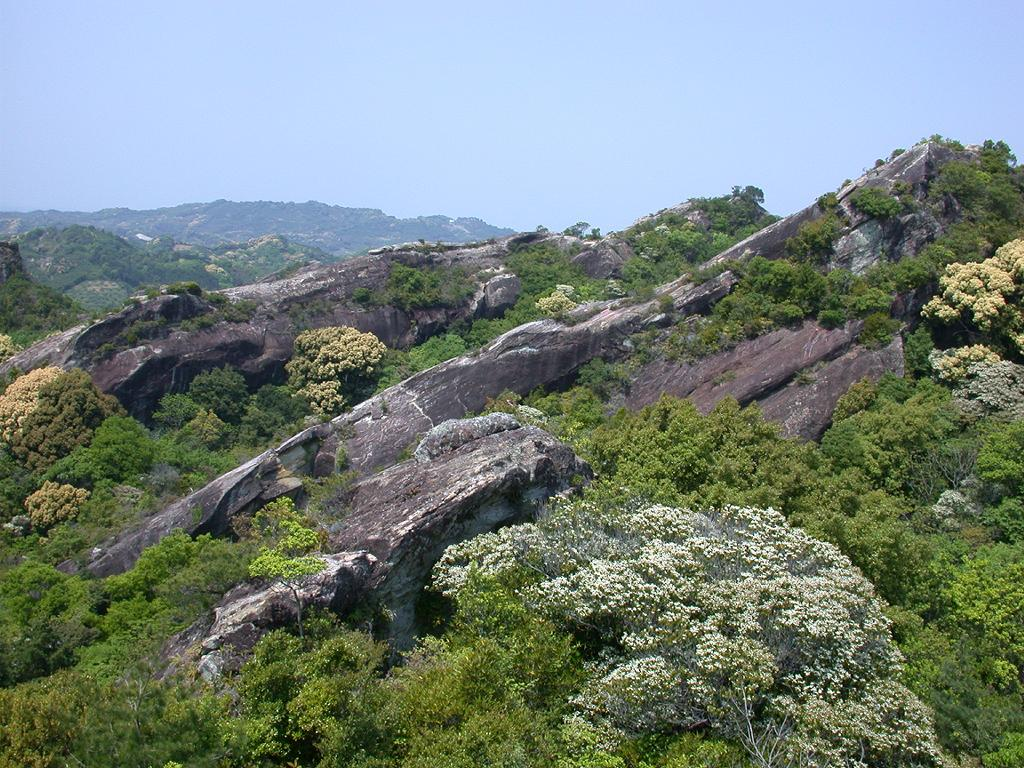
春のひき岩群を展望台から眺める
白いのはクロバイ、黄色いのはコジイの花

ひき岩群（ひきいわぐん）は、和歌山県田辺市稲成町にある岩山群。景勝地として、また特殊な生物の分布する地域として知られている。吉野熊野国立公園（田辺地域）の一部に指定されている。

## 概要
東西1.5km、南北1kmにわたっていくつもの岩山が並んでおり、標高は一番高いところで100m位、周囲はミカン畑や梅林になっている。各々の岩は南側はなだらかな斜面で、北側は垂直の壁に近い。岩の上の方はほぼはげ山であるが、岩の間の部分は低木林になっている。岩の間を縫って遊歩道が設置され、一部の岩山には登れるようになっていて、展望台になっている。

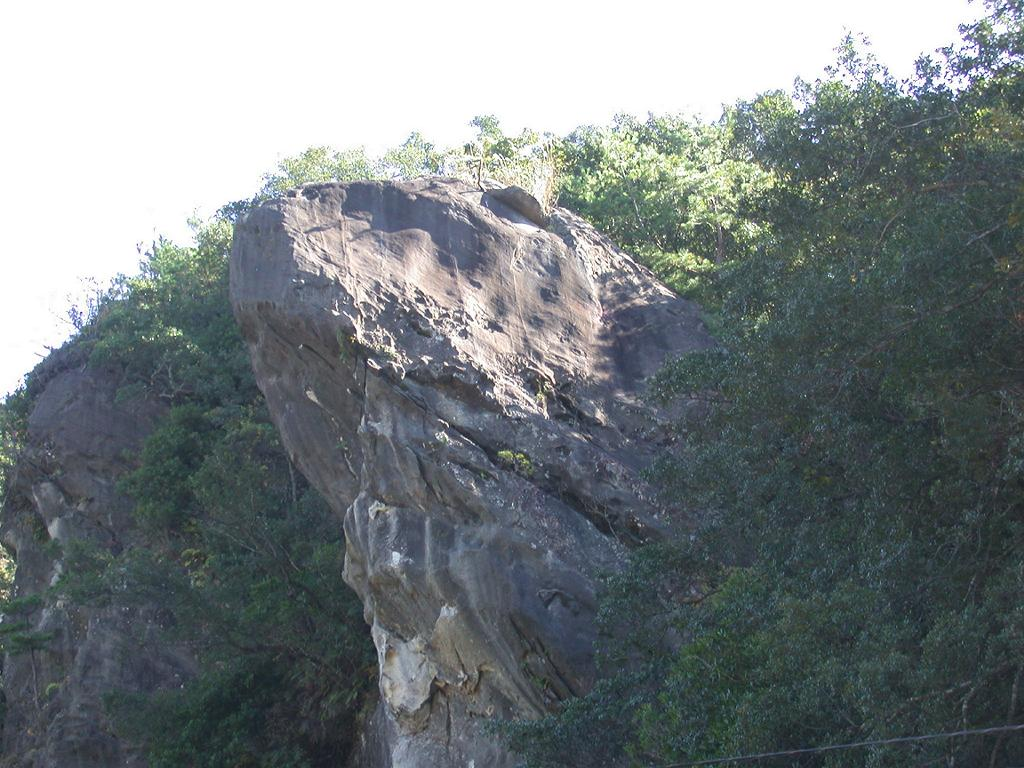
ひき岩

名前の由来は裸の岩山がそれぞれほぼ三角形で、片面の斜面がなだらかになっているので、ヒキガエルが押し合いへし合いしているように見えるためと言われる。ただし、ひき岩群南端の道路沿いには本当にヒキガエルそっくりの岩があり、単独ではこれをひき岩という。現在、この岩のすぐ下にひき岩の解説板などが設置されている。このひき岩は昭和33年（1958年）に和歌山県の天然記念物に指定されている。また、ひき岩群は国民休養地に指定されている。
田辺の市街地から5km程度しか離れておらず、ひき岩群中央の展望台からは田辺の市街地、それに田辺湾を越えて白浜までがすぐ目の前に見える。また、ほぼ同程度の高さの岩山に囲まれた風景は、標高が低いからスケール感には欠けるが独特の奇観である。さらに、乾燥した岩山でありながら、合間には水が絶えず、湿地性植物も産するなど独特の生物相を持ち、珍しい生物もいくつか知られている。
なお、標記としては現在はひき岩が普通であるが、比企岩や蟇岩などの標記も見られる。

## 地勢
南北に通る稲成川（会津川の支流）によって東西方向に三つに分かれている。中央のものが最も広く、一般にはこれがひき岩群と見なされている。西側のものは岩屋観音の参詣地となっている。東側の区分には入る道が整備されていない。なお、東の区分と中央部分の間の谷間は、動鳴気峡と呼ばれ、かつては名勝地であった。
秋津川田辺線はこの河川沿いに走っている外、北側には農道の上富田南部線が走る。

## 成因
ひき岩群を構成する地質は主として砂岩からなる単斜構造であり、この地層は田辺層群に属し、白浜累層と呼ばれている。約1200万-1800万年前頃に浅瀬に堆積したものとされている。それが隆起した際、南西方向に30度ほど傾き、それがほぼ水平になるように侵食を受けたために、層ごとに岩山が出っ張ったような形となったもので、ケスタ地形といわれる。なお、一部に礫岩の層があり、丸くて白い石英や結晶片岩などの礫を多く含むが、これらの礫は紀の川筋から流れてきたものとされている。
この砂岩は砂粒が粗く、そのなだらかな面は意外に靴が滑りにくいため、子供が道のない岩を這い登るなどして遊ぶのには都合がよい。ただし、ちょっとした木の枝でも削れるので、落書きも多い。非常に多くの水分を含む岩なので、地層沿いに水が湧きだし、崖面に植物が着生する場所も多く、谷間には水が絶えることがない。

## 生物相
全体に丈の低いアカマツやタイミンタチバナなどの低木で覆われ、部分的にはコジイの森林も見られる。開けた場所ではコシダやウラジロの茂みになっているところも多い。植生の点では特に目立った点はなく、むしろ貧弱といってよい。紀南地方では岩山でも森林が成立することが多く、この地区が裸であるのは、人為的な撹乱のためと言われる。江戸時代より度重なる伐採と、恐らく山火事があり、その結果として表土の流失が起きたのだと考えられている。
しかし先述のように水分があちこちから湧きだし、湿地性の植物が多い。モウセンゴケ、コモウセンゴケなどの食虫植物があり、分布のほぼ北限にあたるものにキキョウランやサイゴクホングウシダなどがある。また、普通はもう少し標高の高い地域に見られる植物にバイカオウレンなどがある。他にスジヒトツバもかつては生育していたというが、採集によって絶滅したらしい。
ミツバツツジやモチツツジ、ヒカゲツツジなどのツツジ類が多く、美しい風景となっている。

## 動鳴気峡
ひき岩群を縦に通る東側の小川は、動鳴気峡（どうめききょう、若しくはどめききょう）と呼ばれる。これは、かつては段差の多い渓流であり、川底に深く抉られた釜（甌穴）に落ちる川の水が大きな音を立てたことによってその名が付けられたと言う。
しかし、上流にため池（岩口池）が作られ、周囲にミカン畑などが作られ、渓流美はほぼ失われてしまった。それでもその周辺にはいくつかの希少植物などが生育しており、その点での重要性は変わらない。

## 観光
岩口池の周辺は「ライオンズの森」という名で観光地として整備され、サクラやツツジが多数植えられている。岩口池周辺では春に桜祭りが行われる。
遊歩道は岩口池やその他数カ所から入れるようになっており、ハイキングに利用される。
岩口池の近くには田辺市の管轄する「ひき岩群ふるさと自然公園センター」がある。これは小さな自然博物館のような施設で、ひき岩群に関しても展示がある。また、このセンターは観察会を行っており、年間数回はひき岩での観察会を行っている。

## 逸話
- 博物学者の南方熊楠は、度々この地にはいって植物などを採集しており、日記には稲成の地名が何度も出てくる。